# Сент-Маргерит-де-л'Отель
Сент-Маргери́т-де-л'Оте́ль, Сент-Марґеріт-де-л'Отель (фр. Sainte-Marguerite-de-l'Autel) — колишній муніципалітет у Франції, у регіоні Нормандія, департамент Ер. Населення — 549 осіб (2011).
Муніципалітет був розташований на відстані близько 110 км на захід від Парижа, 65 км на південь від Руана, 26 км на південний захід від Евре.

## Історія
До 2015 року муніципалітет перебував у складі регіону Верхня Нормандія. Від 1 січня 2016 року належав до нового об'єднаного регіону Нормандія.
1 січня 2016 року Сент-Маргерит-де-л'Отель і Гернанвіль було об'єднано в новий муніципалітет Ле-Лем.

## Демографія
Динаміка населення (INSEE ):
Розподіл населення за віком та статтю (2006):
| Стать | Всього | До 15 років | 15-24 | 25-44 | 45-64 | 65-85 | Понад 85 |
| --- | ------ | ----------- | ----- | ----- | ----- | ----- | -------- |
| Чоловіки | 172    | 25          | 16    | 49    | 62    | 16    | 4        |
| Жінки | 212    | 50          | 16    | 57    | 65    | 20    | 4        |
| \| Статево-вікова піраміда \| Статево-вікова піраміда \| Статево-вікова піраміда \| \| ----------------------- \| ----------------------- \| ----------------------- \| \| Чоловіки \| Вік \| Жінки \| \| 4 \| 85 + \| 4 \| \| 8 \| 80-84 \| 0 \| \| 8 \| 75-79 \| 8 \| \| 0 \| 70-74 \| 12 \| \| 0 \| 65-69 \| 0 \| \| 8 \| 60-64 \| 8 \| \| 17 \| 55-59 \| 12 \| \| 25 \| 50-54 \| 29 \| \| 12 \| 45-49 \| 16 \| \| 8 \| 40-44 \| 20 \| \| 16 \| 35-39 \| 8 \| \| 17 \| 30-34 \| 21 \| \| 8 \| 25-29 \| 8 \| \| 12 \| 20-24 \| 8 \| \| 4 \| 15-20 \| 8 \| \| 0 \| 10-14 \| 8 \| \| 17 \| 5-9 \| 17 \| \| 8 \| 0-4 \| 25 \| |        |             |       |       |       |       |          |
| Статево-вікова піраміда |        |             |       |       |       |       |          |
| Чоловіки | Вік    | Жінки       |       |       |       |       |          |
| 4 | 85 +   | 4           |       |       |       |       |          |
| 8 | 80-84  | 0           |       |       |       |       |          |
| 8 | 75-79  | 8           |       |       |       |       |          |
| 0 | 70-74  | 12          |       |       |       |       |          |
| 0 | 65-69  | 0           |       |       |       |       |          |
| 8 | 60-64  | 8           |       |       |       |       |          |
| 17 | 55-59  | 12          |       |       |       |       |          |
| 25 | 50-54  | 29          |       |       |       |       |          |
| 12 | 45-49  | 16          |       |       |       |       |          |
| 8 | 40-44  | 20          |       |       |       |       |          |
| 16 | 35-39  | 8           |       |       |       |       |          |
| 17 | 30-34  | 21          |       |       |       |       |          |
| 8 | 25-29  | 8           |       |       |       |       |          |
| 12 | 20-24  | 8           |       |       |       |       |          |
| 4 | 15-20  | 8           |       |       |       |       |          |
| 0 | 10-14  | 8           |       |       |       |       |          |
| 17 | 5-9    | 17          |       |       |       |       |          |
| 8 | 0-4    | 25          |       |       |       |       |          |

## Економіка
2010 року серед 349 осіб працездатного віку (15—64 років) 249 були активними, 100 — неактивними (показник активності 71,3%, у 1999 році було 60,7%). З 249 активних мешканців працювало 230 осіб (124 чоловіки та 106 жінок), безробітними було 19 (7 чоловіків та 12 жінок). Серед 100 неактивних 17 осіб було учнями чи студентами, 24 — пенсіонерами, 59 були неактивними з інших причин.

У 2010 році в муніципалітеті числилось 174 оподатковані домогосподарства, у яких проживали 490,0 особи, медіана доходів виносила 17 563 євро на одного особоспоживача